# A Plague Tale: Requiem
A Plague Tale: Requiem – komputerowa przygodowa gra akcji z elementami skradanki w realiach wojny stuletniej, wyprodukowana przez francuskie przedsiębiorstwo Asobo Studio i wydana przez Focus Entertainment na Nintendo Switch, PlayStation 5, Windows i Xbox Series X/S w 2022 roku. Gra jest kontynuacją A Plague Tale: Innocence (2019) i śledzi losy rodzeństwa Amicii i Hugo de Rune, którzy w południowej Francji muszą szukać lekarstwa na chorobę Hugo, jednocześnie uciekając przed żołnierzami Inkwizycji i hordami szczurów, które rozprzestrzeniają czarną śmierć. Gra otrzymała ogólnie pozytywne recenzje od krytyków.

## Fabuła
W 1439 roku, po wydarzeniach z Innocence, rodzeństwo Amicia i Hugo de Rune, wraz z matką Béatrice i Lucasem, uczniem alchemika, znajdują tymczasowe schronienie w Zakonie, organizacji alchemików. Ich poszukiwanie bezpieczeństwa szybko okazuje się tragiczne w skutkach, gdy spotkanie z wrogimi pszczelarzami wyzwala u Hugo ukrytą chorobę krwi, Prima Macula, co zmusza grupę do szukania pomocy w ufortyfikowanym mieście w Prowansji. Jednak próba wyleczenia Hugo tylko pogarsza jego stan, powodując chaos i zmuszając grupę do ucieczki w kierunku siedziby Zakonu w Marsylii. Kierowana wizjami Hugo o wyspie La Cuna, która może zawierać lekarstwo na jego dolegliwość, Amicia wraz z Hugo decyduje się zboczyć ze ścieżki. Pomoc oferują im najemnik Arnaud oraz jego przyjaciółka parająca się szmuglowaniem, Sophia.
Przybywszy na wyspę La Cuna, grupa zostaje uwikłana w specyficzną kulturę wyspy, która czci bóstwo znane jako Dziecko Żaru. Później okazuje się, że bóstwo to jest powiązane z Maculą, chorobą, na którą cierpi Hugo, co splata losy rodzeństwa z historią wyspy i jej obecnymi mieszkańcami. Hugo też jest traktowany jako Dziecko Żaru, a sytuacja eskaluje, gdy odkrywają historię poprzedniego nosiciela Maculi i konfrontują się z kultem łowców niewolników, wykorzystującym moc choroby do złych celów. Ich podróż przez starożytne świątynie La Cuna ujawnia prawdziwą naturę Maculi; jak się okazuje, nosicielem choroby był również chłopiec Basilius, zamurowany osiem wieków wcześniej za rządów Justyniana I w celu powstrzymania plagi szczurów, którą miał wywołać. Amicia i Hugo orientują się, że zostali podstępnie zwabieni do La Cuny i uciekają ze świątyni.
Amicia i Hugo, po ponownym spotkaniu z Béatrice i Lucasem w zamku rządzącego La Cuną hrabiego Victora, stają w obliczu tragicznej sekwencji wydarzeń; Béatrice ginie, a Victor doprowadza do schwytania Hugo; tymczasem większość wyspy zostaje zniszczona przez przywołane szczury. Próbując uciec przed pościgiem Victora, Arnaud poświęca się, by uratować Amicię, co umożliwia jej konfrontację z hrabią, zakończoną zabiciem Victora. Tymczasem porwany Hugo, który myśli, że Amicia nie żyje, ulega mocy Maculi, co skutkuje katastrofalną plagą ogarniającą Marsylię. Amicia i Lucas, poruszając się po zdewastowanym mieście przekształconym przez Maculę, stają przed decyzją o konieczności zabicia Hugo, aby powstrzymać zarazę. Jeżeli Amicia nie zabije Hugo, tego zadania podejmuje się Lucas. Rok później Amicia udaje się z Sophią w dalszą tułaczkę, przed wyjazdem jednak żegna grób Hugo. W scenie po napisach, rozgrywającej się w czasach współczesnych, pod respiratorem znajduje się niemowlę, na którego skórze widoczne są ślady plamki żółtej.

## Rozgrywka
Requiem to przygodowa gra akcji rozgrywana z perspektywy trzeciej osoby. Gracz przejmuje w niej kontrolę nad Amicią i musi stawić czoła zarówno wrogim ludziom, jak i stadom szczurów, które roznoszą czarną śmierć. Rozgrywka jest w dużej mierze zaprojektowana jak w pierwszej grze, choć system walki został znacznie rozbudowany. Amicia jest wyposażona w broń taką jak nóż do dźgania wrogów, procę, której można używać do rzucania kamieniami, oraz kuszę, która pozwala jej pokonać opancerzonych przeciwników. Bełty do kuszy, garnki do rzucania i kamienie można łączyć z miksturami alchemicznymi. Oprócz mikstur Ignifer i Extinguis, które pozwalają graczowi odpowiednio zapalać i gasić płomień, gra wprowadza smołę, która może być używana do podpalania wrogów.
W Requiem lokalizacje są większe niż w Innocence, co daje graczowi dodatkowe możliwości postępu. W Requiem rozwinięto umiejętność skradania się. Inaczej niż w Innocence, Amicia nie umiera po jednokrotnym trafieniu przez wrogów. Może również powrócić do skradania się, gdy zostanie zauważona przez wrogów i odpierać ich ataki, jeśli podejdzie do nich zbyt blisko. Brat Amicii, Hugo, który ma związek z plagą, może używać umiejętności o nazwie „Echo”, która ujawnia lokalizacje wrogów przez ściany. Hugo może również kontrolować hordy szczurów, aby obezwładnić wrogów. Podobnie jak w pierwszej części gry, szczury, które unikają światła, odgrywają ogromną rolę w rozgrywce. Amicia i Hugo muszą pozostać w świetle, w przeciwnym razie zostaną pożarci przez szczury. Amicia może obrócić obecność szczurów na swoją korzyść, manipulując nimi w celu rozwiązania zagadek, a nawet zwabić je w celu wrogów.
Gra zawiera również system rozwoju postaci, w ramach którego gracz otrzymuje dodatkowe umiejętności i zdolności. Gracze skradający się odblokują umiejętności, które pozwolą im efektywnie wykonywać swą czynność, podczas gdy ci, którzy wolą bardziej śmiercionośne podejście, odblokują dodatkowe umiejętności bojowe.

## Produkcja
Requiem zostało stworzone przez francuskie przedsiębiorstwo Asobo Studio. Podobnie jak w przypadku pierwszej gry, akcja znów rozgrywa się w średniowiecznej Francji w połowie XIV wieku. Aby zapewnić autentyczność lokacji, zespół współpracował z Roxane Chilą, doktorką historii średniowiecza. Twórcy gry czerpali również inspiracje z osobistych doświadczeń niektórych członków zespołu. Zespół wcześnie zdecydował, że gra będzie miała inną paletę kolorów w porównaniu do swojej poprzedniczki. W rezultacie sceneria gry została przeniesiona z ponurej, rozdartej wojną Akwitanii do Prowansji, która jest bardziej kolorowa i żywa. Według głównego scenarzysty Sébastiena Renarda stworzyło to „ostrzejszy kontrast między surową rzeczywistością średniowiecznej scenerii, w której dzieją się straszne wydarzenia, a pięknymi, czasem niezbadanymi środowiskami”. Aby stworzyć dodatkowe możliwości rozwiązywania zagadek w Requiem, w grze wprowadzono kilka nowych scenerii, w tym porty i targowiska.
A Plague Tale: Requiem zostało zapowiedziane przez Asobo Studio i wydawnictwo Focus Entertainment podczas konferencji prasowej Microsoftu na targach Electronic Entertainment Expo w 2021 roku. Gra ubiegała się o nagrodę Tribeca Games Award i została uwzględniona przy nominacji. Requiem zostało wydane 18 października 2022 roku na PlayStation 5, Windows i Xbox Series X/S. Premiera konsol nowej generacji pozwoliła grze renderować ponad 300 000 szczurów jednocześnie. Tego samego dnia miała również zostać wydana wersja w chmurze na Nintendo Switch.

## Ścieżka dźwiękowa
Oryginalna ścieżka dźwiękowa A Plague Tale: Requiem została skomponowana przez Oliviera Deriviѐre’a, nagrana w Estonian Public Broadcasting Studio i wydana pod szyldem Black Screen Records. Ścieżka dźwiękowa jest orkiestrową aranżacją, w której udział wzięli tacy wykonawcy jak Eric-Maria Couturier i Chór Kameralny Filharmonii Estońskiej. Została ona opublikowana na wielu platformach tego samego dnia, kiedy odbyła się premiera gry. Oprócz ⁣⁣wiolonczeli⁣⁣ jako głównego instrumentu wykorzystano różnorodny wachlarz średniowiecznych instrumentów muzycznych, takich jak średniowieczna gitara, dudy, lutnia, flet, nyckelharpa i viola de gamba. 43-minutowy koncert z fragmentami muzyki z gry został wykonany 24 listopada 2022 roku i wyemitowany na oficjalnym kanale wydawcy gry, Focus Entertainment, na YouTubie.
Największą popularnością wśród słuchaczy cieszyły się utwory „No Turning Back” i „Brother”. Słowa do utworu „Ô ma belle lune” zostały napisane przez Oliviera Deriviere’a i pojawiają się zarówno w pierwszym, jak i ostatnim utworze A Plague Tale: Requiem Original Soundtrack. Kompozytor stworzył przewodnik na YouTube, w którym szczegółowo objaśnił wykorzystanie muzyki w grze.

## Odbiór gry

### Sprzedaż
W Wielkiej Brytanii w tygodniu premiery Requiem było piątą najlepiej sprzedającą się grą w sprzedaży detalicznej. 4 listopada 2022 roku Focus Entertainment ogłosiło, że grę zakupiło ponad 1 milion graczy. 21 listopada 2023 roku ogłoszono, że gra została sprzedana w 3 milionach kopii.

### Odbiór
Requiem zostało przeważnie pozytywnie przyjęte przez recenzentów. Agregator OpenCritic wyliczył na podstawie 154 recenzji średnią ocen 83/100, przy czym zdaniem agregatora 88% recenzji skutkowało poleceniem gry. Wedlug agregatora Metacritic średnia ocen wyniosła 82/100 (z 70 recenzji), co oznaczało „przeważnie pozytywne recenzje”.
Jon Bailes z pisma „PC Gamer” chwalił scenariusz gry oraz przekonującą rolę Hugo: „jego zmiany usposobienia od zabawnej niewinności, zwykłej fascynacji światem, do rozedrganego strachu lub destrukcyjnego napadu złości wyznaczają tempo gry. To, że scenariusz radzi sobie z tymi przejściami tak spójnie, jest małym cudem, a rozmowy między nim a Amicią lub innymi towarzyszami umiejętnie wzmacniają więzi między nimi”. Robert Purchese w recenzji dla magazynu Eurogamer przekonywał, że towarzysze Hugo również „są wspaniali – dobrze nakreśleni, wiarygodni i świetnie zagrani”. Purchese jednak faworyzował postać Amicii w kreacji Charlotte McBurney, która „dysponuje wieloma umiejętnościami [aktorskimi], zachowując przy tym sympatię i współczucie”. Zdaniem Kazumy Hashimoto z magazynu Polygon „to właśnie subtelności sprawiają, że Requiem działa i pozwala tej historii się wyróżniać […]. Opowieść jest ponura, ale jednocześnie dynamiczna, a relacja między siostrą i bratem odkrywa nowe warstwy”.
Wesley LeBlanc w tekście dla Requiem chwalił oprawę wizualną, opisując grę jako „oszałamiającą wizualnie, [...] z niepowtarzalnymi i cieszącymi oko paletami kolorów, które doskonale uzupełniają średniowieczną scenerię”. Alex Avard w recenzji dla GamesRadar+ wtórował temu głosowi, pisząc: 
Od wysokich dzielnic nędzy zbudowanych w rozpadających się rzymskich koloseach, po spowite mżawką wybrzeża skrywające kryjówki złodziei i gniazda szczurów, Francja po raz kolejny okazuje się znakomitą scenerią dla Asobo, które może pochwalić się pięknem swojego ojczystego kraju dzięki imponującej mocy swojego autorskiego silnika.
Podobnie jak w przypadku Innocence, recenzenci wskazywali też na te same słabości Requiem. Travis Northup z portalu IGN uznawał za najsłabsze – istniejące też w pierwowzorze – „standardowe sekwencje akcji, w których skradasz się lub strategicznie eliminujesz żołnierzy, dążąc do celu”. Podobnie krytyczny był Richard Wakeling w recenzji dla GameSpotu, twierdząc, iż wspomniane etapy „z perspektywy rozgrywki oferują niewiele więcej niż frustrujący ciąg prób i błędów”. Northup zwrócił jednak uwagę, że o sile Requiem decyduje dużo groźniejsza obecność szczurów: „W Innocence szczury pokrywały podłogi i służyły twórczej zabawie w rodzaju »podłoga to lawa«, podczas gdy w Requiem są siłą natury, zdolną do przebijania się przez kamienne ściany, piętrzenia się jeden na drugim, aby dotrzeć do wysokich powierzchni, a nawet połykania całych miast”. Chris Moyse z portalu Destructoid podsumowywał, że Requiem „nie oczaruje każdego, ale oddanym i odpornym fanom szczurów […] gwarantuje to, co najlepsze”.

### Nagrody i nominacje
| Rok  | Ceremonia                    | Kategoria                                                          | Wynik     | Źródło |
| ---- | ---------------------------- | ------------------------------------------------------------------ | --------- | ------ |
| 2022 | Golden Joystick Awards       | Najlepszy projekt wizualny                                         | Nominacja | [ 41 ] |
| 2022 | The Game Awards 2022         | Gra roku                                                           | Nominacja | [ 42 ] |
| 2022 | The Game Awards 2022         | Najlepsza narracja                                                 | Nominacja | [ 42 ] |
| 2022 | The Game Awards 2022         | Najlepsza ścieżka dźwiękowa                                        | Nominacja | [ 42 ] |
| 2022 | The Game Awards 2022         | Najlepszy występ aktorski (Charlotte McBurney jako Amicia de Rune) | Nominacja | [ 42 ] |
| 2022 | The Game Awards 2022         | Najlepsza przygodowa gra akcji                                     | Nominacja | [ 42 ] |
| 2023 | NAVGTR Awards                | Gra roku                                                           | Nominacja | [ 43 ] |
| 2023 | NAVGTR Awards                | Najlepsza reżyseria artystyczna – realia historyczne               | Nominacja | [ 43 ] |
| 2023 | NAVGTR Awards                | Najlepsza praca kamery napędzanej silnikiem gry                    | Nominacja | [ 43 ] |
| 2023 | NAVGTR Awards                | Najlepsza gra przygodowa z franczyzy                               | Wygrana   | [ 44 ] |
| 2023 | NAVGTR Awards                | Najlepsza ścieżka dźwiękowa z franczyzy                            | Wygrana   | [ 44 ] |
| 2023 | D.I.C.E. Awards              | Najlepsze udźwiękowienie                                           | Nominacja | [ 45 ] |
| 2023 | D.I.C.E. Awards              | Najlepsza muzyka oryginalna                                        | Nominacja | [ 45 ] |
| 2023 | D.I.C.E. Awards              | Najlepsze osiągnięcie techniczne                                   | Nominacja | [ 45 ] |
| 2023 | Cérémonie des Pégases        | Najlepsza gra komputerowa                                          | Nominacja | [ 46 ] |
| 2023 | Cérémonie des Pégases        | Najlepsza oprawa graficzna                                         | Wygrana   | [ 47 ] |
| 2023 | Cérémonie des Pégases        | Najlepsze udźwiękowienie                                           | Wygrana   | [ 47 ] |
| 2023 | Cérémonie des Pégases        | Najlepsza narracja                                                 | Wygrana   | [ 47 ] |
| 2023 | Cérémonie des Pégases        | Nagroda publiczności                                               | Wygrana   | [ 47 ] |
| 2023 | British Academy Games Awards | Najlepsze osiągnięcie arttystyczne                                 | Nominacja | [ 48 ] |
| 2023 | British Academy Games Awards | Najlepsze udźwiękowienie                                           | Nominacja | [ 48 ] |
| 2023 | British Academy Games Awards | Najlepsza muzyka                                                   | Nominacja | [ 48 ] |
| 2023 | British Academy Games Awards | Najlepsza narracja                                                 | Nominacja | [ 48 ] |
| 2023 | British Academy Games Awards | Najlepszy występ aktorski (Charlotte McBurney jako Amicia de Rune) | Nominacja | [ 48 ] |
| 2023 | Webby Awards                 | Najlepsze udźwiękowienie (Webby Winner)                            | Wygrana   | [ 49 ] |
| 2023 | Webby Awards                 | Najlepsze udźwiękowienie (nagroda publiczności)                    | Wygrana   | [ 49 ] |